# Nemanthias carberryi
Nemanthias carberryi (Smith, 1954), unica specie del genere Nemanthias, è un pesce d'acqua salata appartenente alla famiglia Serranidae.

## Biologia

### Comportamento
Può formare gruppi.

### Alimentazione
È carnivoro e la sua dieta è composta da invertebrati marini.